# Pyrausta ravalis
Pyrausta ravalis là một loài bướm đêm trong họ Crambidae.